# Rio Open 2015
Rio Open 2015 — професійний тенісний турнір, що проходив на відкритих кортах з ґрунтовим покриттям. Це був другий за ліком tournament, що проходив у рамках Світовий Тур ATP 2015 and the Тур WTA 2015. Відбувся в Ріо-де-Жанейро, Бразилія з 16 до 22 лютого 2015 року.

## Призові очки і гроші

### Розподіл очок
| Дисципліна                 | П   | Ф   | ПФ  | ЧФ | 1/8 | 1/16 | Q   | Q3  | Q2  | Q1  |
| Одиночний розряд, чоловіки | 500 | 300 | 180 | 90 | 45  | 0    | 20  | Н/Д | 10  | 0   |
| Парний розряд, чоловіки    | 500 | 300 | 180 | 90 | Н/Д | Н/Д  | 20  | Н/Д | 10  | 0   |
| Одиночний розряд, жінки    | 280 | 180 | 110 | 60 | 30  | 1    | 18  | 14  | 10  | 1   |
| Парний розряд, жінки       | 280 | 180 | 110 | 60 | 1   | Н/Д  | Н/Д | Н/Д | Н/Д | Н/Д |

### Розподіл призових грошей
| Дисципліна                 | П        | Ф        | ПФ      | ЧФ      | 1/8     | 1/161  | Q3     | Q2   | Q1   |
| Одиночний розряд, чоловіки | $343,000 | $154,620 | $73,240 | $35,340 | $18,020 | $9,910 | $1,115 | $615 | Н/Д  |
| Парний розряд, чоловіки *  | $101,310 | $45,710  | $21,550 | $10,420 | $5,350  | Н/Д    | Н/Д    | Н/Д  | Н/Д  |
| Одиночний розряд, жінки    | $43,000  | $21,400  | $11,300 | $5,900  | $3,310  | $1,925 | $1,005 | $730 | $530 |
| Парний розряд, жінки *     | $12,300  | $6,400   | $3,435  | $1,820  | $960    | Н/Д    | Н/Д    | Н/Д  | Н/Д  |

1 Кваліфаєри отримують і призові гроші 1/16 фіналу

* на пару

## Учасники чоловічих змагань

### Сіяні
| Країна     | Гравчиня          | Рейтинг1 | Сіяна |
| ---------- | ----------------- | -------- | ----- |
| Іспанія    | Рафаель Надаль    | 3        | 1     |
| Іспанія    | Давид Феррер      | 9        | 2     |
| Іспанія    | Томмі Робредо     | 17       | 3     |
| Італія     | Фабіо Фоніні      | 26       | 4     |
| Аргентина  | Леонардо Маєр     | 30       | 5     |
| Уругвай    | Пабло Куевас      | 32       | 6     |
| Колумбія   | Сантьяго Хіральдо | 33       | 7     |
| Словаччина | Мартін Кліжан     | 38       | 8     |

- 1 Рейтинг подано станом на 9 лютого 2015.

### Інші учасниці
Нижче наведено учасниць, які отримали вайлд-кард на участь в основній сітці:
- Гільєрме Клезар
- Жоао Соуза
- Еліяс Імер

Нижче наведено гравчинь, які пробились в основну сітку через стадію кваліфікації:
- Facundo Argüello
- Марко Чеккінато
- Тіємо де Баккер
- Даніель Хімено-Травер

### Знялись з турніру
До початку турніру
- Марсель Гранольєрс → її замінила  Альберт Монтаньєс

### Завершили кар'єру
- Тіємо де Баккер (stomach pain)
- Сантьяго Хіральдо (dehydration)
- Леонардо Маєр (dehydration)
- Дієго Шварцман (cramping)

## Учасники основної сітки в парному розряді

### Сіяні
| Країна   | Гравчиня              | Країна   | Гравчиня      | Рейтинг1 | Сіяна |
| -------- | --------------------- | -------- | ------------- | -------- | ----- |
| Австрія  | Александер Пея        | Бразилія | Бруно Соарес  | 22       | 1     |
| Колумбія | Хуан Себастьян Кабаль | Колумбія | Роберт Фара   | 42       | 2     |
| Австрія  | Юліан Ноул            | Бразилія | Марсело Мело  | 48       | 3     |
| Уругвай  | Пабло Куевас          | Іспанія  | Давід Марреро | 68       | 4     |

- 1 Рейтинг подано станом на 9 лютого 2015.

### Інші учасниці
The following pairs received wildcards into the main draw:
- Fabiano de Paula /  Марсело Демолінер
- Андре Са /  Жоао Соуза

### Відмовились від участі
Під час турніру
- Давід Марреро (хвороба)

## Учасниці

### Сіяні
| Країна     | Гравчиня               | Рейтинг1 | Сіяна |
| ---------- | ---------------------- | -------- | ----- |
| Італія     | Сара Еррані            | 13       | 1     |
| Румунія    | Ірина-Камелія Бегу     | 34       | 2     |
| Італія     | Роберта Вінчі          | 40       | 3     |
| США        | Медісон Бренгл         | 46       | 4     |
| Швеція     | Юганна Ларссон         | 71       | 5     |
| Словаччина | Анна Кароліна Шмідлова | 75       | 6     |
| Словенія   | Полона Герцог          | 76       | 7     |
| ПАР        | Шанелль Схеперс        | 83       | 8     |

- 1 Рейтинг подано станом на 9 лютого 2015

### Інші учасниці
Нижче наведено учасниць, які отримали вайлд-кард на участь в основній сітці:
- Габріела Се
- Паула Крістіна Гонсалвіш
- Беатріс Аддад Майя

Нижче наведено гравчинь, які пробились в основну сітку через стадію кваліфікації:
- Ана Богдан
- Естрелья Кабеса Кандела
- Вероніка Сепеде Ройг
- Монтсеррат Гонсалес
- Марія Ірігоєн
- Сара Соррібес Тормо

### Знялись з турніру
До початку турніру
- Яна Чепелова → її замінила  Андрея Міту
- Сорана Кирстя → її замінила  Олівія Роговська
- Ніколь Гіббс → її замінила  Паула Ормаечеа
- Крістіна Макгейл → її замінила  Тельяна Перейра
- Сільвія Солер Еспіноза → її замінила  Луціє Градецька

### Завершили кар'єру
- Ана Богдан (тепловий удар)
- Беатріс Аддад Майя (cramping)
- Марія Тереса Торро Флор (травма лівого стегна)

## Учасниці в парному розряді

### Сіяні
| Країна            | Гравчиня           | Країна          | Гравчиня      | Рейтинг1 | Сіяна |
| ----------------- | ------------------ | --------------- | ------------- | -------- | ----- |
| Румунія           | Ірина-Камелія Бегу | Аргентина       | Марія Ірігоєн | 135      | 1     |
| Китайський Тайбей | Чжань Цзіньвей     | Румунія         | Ралука Олару  | 141      | 2     |
| Велика Британія   | Джоселін Рей       | Велика Британія | Анна Сміт     | 192      | 3     |
| Аргентина         | Флоренсія Молінеро | Ліхтенштейн     | Штефані Фогт  | 216      | 4     |

- 1 Рейтинг подано станом на 9 лютого 2015.

### Інші учасниці
Наведені нижче пари отримали місце як заміна:
- Естрелья Кабеса Кандела /  Гая Санесі

### Знялись з турніру
До початку турніру
- Марія Тереса Торро Флор (травма лівого стегна)

Під час турніру
- Беатріс Аддад Майя

### Завершили кар'єру
- Ірина-Камелія Бегу (right rib injury)

## Переможниці

### Men's singles
- Давид Феррер —  Фабіо Фоніні, 6–2, 6–3

### Women's singles
- Сара Еррані —  Анна Кароліна Шмідлова, 7–6(7–2), 6–1[1]

### Men's doubles
- Мартін Кліжан /  Філіпп Освальд —  Пабло Андухар /  Олівер Марах, 7–6(7–3), 6–4

### Women's doubles
- Їсалін Бонавентюре /  Ребекка Петерсон —  Ірина-Камелія Бегу /  Марія Ірігоєн, 3–0, знялася.